# Bjarne Petersen
Bjarne Petersen (5 april 1952) is een voormalig voetballer uit Denemarken die in de periode van 1975 tot 1977 uitkwam voor FC Amsterdam en PEC Zwolle. Hij speelde als aanvaller.
Hij maakte deel uit van de selectie die in het seizoen 1976/77 de finale van de KNVB beker verloor van FC Twente.
In het seizoen 1974-1975 werd hij topscorer van de Deense hoogste voetbaldivisie.

## Interlandcarrière

### Denemarken onder 21
Op 2 september 1975 debuteerde Petersen voor Denemarken –21 in een kwalificatiewedstrijd tegen Schotland –21 (0 – 1).
| Interlands van Bjarne Petersen | Interlands van Bjarne Petersen | Interlands van Bjarne Petersen | Interlands van Bjarne Petersen | Interlands van Bjarne Petersen | Interlands van Bjarne Petersen |
| №                              | Datum                          | Wedstrijd                      | Uitslag                        | Soort Wedstrijd                | Doelpunten                     |
| Als speler bij FC Amsterdam    | Als speler bij FC Amsterdam    | Als speler bij FC Amsterdam    | Als speler bij FC Amsterdam    | Als speler bij FC Amsterdam    | Als speler bij FC Amsterdam    |
| ------------------------------ | ------------------------------ | ------------------------------ | ------------------------------ | ------------------------------ | ------------------------------ |
| 1.                             | 2 september 1975               | Denemarken – Schotland         | 0 – 1                          | Kwalificatie EK 1976           | 0                              |

## Erelijst
Kjøbenhavns Boldklub
- Topscorer Superligaen

1975 (25 goals)